# Ambassade du Maroc au Gabon
 (octobre 2023).
Si vous disposez d'ouvrages ou d'articles de référence ou si vous connaissez des sites web de qualité traitant du thème abordé ici, merci de compléter l'article en donnant les références utiles à sa vérifiabilité et en les liant à la section « Notes et références ».
L'ambassade du Maroc au Gabon est la représentation diplomatique du Maroc au Gabon et à Sao Tomé-et-Principe. Elle est située à Libreville, la capitale du pays. Depuis 2016, son ambassadeur est Abdellah Sbihi.

## Ambassadeurs du Maroc au Gabon
| Ambassadeur    | Date de nomination | Date de présentation des lettres de créance | Date de fin de mission | Roi du Maroc | Président de Gabon |
| -------------- | ------------------ | ------------------------------------------- | ---------------------- | ------------ | ------------------ |
|                |                    |                                             |                        |              | Omar Bongo         |
| Larbi Reffouh  | 2001               |                                             | 2006                   | Mohammed VI  |                    |
| Ali Boji       | 11 janvier 2006    | 29 Mai 2006                                 |                        | Mohammed VI  |                    |
|                |                    |                                             |                        | Mohammed VI  | Ali Bongo          |
| Abdellah Sbihi |                    | 13 Novembre 2016,                           |                        | Mohammed VI  |                    |